# George Sime
George Sime   (Glasgow, 28 de febrer de 1915 - St Albans, 9 de setembre de 1990) va ser un jugador d'hoquei sobre herba escocès que va competir durant les dècades de 1930 i 1940.
El 1948 va prendre part en els Jocs Olímpics de Londres, on va guanyar la medalla de plata com a membre de l'equip britànic en la competició d'hoquei sobre herba.